# 43.º Distrito Congressional da Califórnia
O 43º Distrito Congressional da Califórnia (em inglês:  California's 43rd congressional district) é um dos 53 distritos congressionais do estado norte-americano da Califórnia, segundo o censo de 2000 sua população é de 639.087 habitantes, sua área é de 193 km.